# 辐花
辐花（学名：Lomatogoniopsis alpina），为龙胆科辐花属下的一个植物种。